# Hockey op de Olympische Zomerspelen 2016 – Mannen
Het hockeytoernooi voor mannen tijdens de Olympische Zomerspelen 2016 in Rio de Janeiro begon op 6 en eindigde op 19 augustus. Titelverdediger was Duitsland.
De twaalf deelnemende teams waren verdeeld over twee groepen van zes, waarin een halve competitie werd gespeeld. Bij deze spelen werd bij het hockey voor het eerst een kwartfinale ingevoerd. Hierdoor gingen na de groepsfase niet alleen de nummers één en twee van elke groep verder, maar ook de nummers drie en vier.

## Kwalificatie

### Mannen
| Toernooi                       | Datum                       | Locatie             | Plaatsen | Gekwalificeerd                          |
| ------------------------------ | --------------------------- | ------------------- | -------- | --------------------------------------- |
| Gastland                       |                             |                     | 1        | Brazilië *                              |
| Aziatische Spelen 2014         | 20 september-2 oktober 2014 | Zuid-Korea          | 1        | India                                   |
| Worldleague 2014-15            | 10-21 juni 2015             | Argentinië          | 4        | Duitsland Canada Spanje Nieuw-Zeeland * |
| Worldleague 2014-15            | 20-25 juni 2015             | België              | 3        | België Groot-Brittannië Ierland         |
| Pan-Amerikaanse Spelen 2015    | 17-29 januari 2016          | Canada              | 1        | Argentinië                              |
| EK 2015                        | 21-29 augustus 2015         | Verenigd Koninkrijk | 1        | Nederland                               |
| Oceanië beker                  | 21-25 oktober 2015          | Nieuw-Zeeland       | 1        | Australië                               |
| Afrikaans kwalificatietoernooi | 23 oktober-1 november 2015  | Zuid-Afrika         | 0        | *                                       |
| Totaal                         |                             |                     | 12       |                                         |

* Gastland Brazilië mocht alleen meedoen als het een bepaald mimimumniveau behaalde. Het lukte Brazilië niet om bij de eerste 40 op de wereldranglijst eind 2014 te staan maar het haalde wel de top zes op de Pan-Amerikaanse Spelen 2015. Zuid-Afrika maakte als continentaal kampioen geen gebruik van het olympisch ticket. De plaats werd overgenomen door Nieuw-Zeeland.

## Groepsfase

### Groep A
| Nr. | Land             | Wedstrijden | Wedstrijden | Wedstrijden | Wedstrijden | Doelpunten | Doelpunten | Doelpunten | Punten |
| Nr. | Land             | GW          | W           | G           | V           | V          | T          | Saldo      | Punten |
| --- | ---------------- | ----------- | ----------- | ----------- | ----------- | ---------- | ---------- | ---------- | ------ |
| 1   | België           | 5           | 4           | 0           | 1           | 21         | 5          | +16        | 12     |
| 2   | Spanje           | 5           | 3           | 0           | 1           | 13         | 6          | +7         | 10     |
| 3   | Australië        | 5           | 3           | 0           | 2           | 13         | 4          | +9         | 9      |
| 4   | Nieuw-Zeeland    | 5           | 2           | 1           | 2           | 17         | 8          | +9         | 7      |
| 5   | Groot-Brittannië | 5           | 1           | 1           | 3           | 14         | 10         | +4         | 5      |
| 6   | Brazilië         | 5           | 0           | 0           | 5           | 1          | 46         | –45        | 0      |

#### Uitslagen (Groep A)
alle tijden zijn West-Europese Zomertijd (UTC +1:00)
| 6 augustus 2016 17:30                           |         |                  |                                                         |
| België                                          | 4 – 1   | Groot-Brittannië | Scheidsrechters: John Wright (ZAF) Coen van Bunge (NED) |
| Truyens 5' Cosyns 32' Gougnard 35' Charlier 56' | verslag | 27' Catlin       | Scheidsrechters: John Wright (ZAF) Coen van Bunge (NED) |

| 6 augustus 2016 18:30  |         |               |                                                                    |
| Australië              | 2 – 1   | Nieuw-Zeeland | Scheidsrechters: Christian Blasch (DUI) Germán Montes de Oca (ARG) |
| Ciriello 8' Gohdes 23' | verslag | 31' Child     | Scheidsrechters: Christian Blasch (DUI) Germán Montes de Oca (ARG) |

| 7 augustus 2016 00:30                                     |         |          |                                                         |
| Spanje                                                    | 7 – 0   | Brazilië | Scheidsrechters: Marcin Grochal (POL) Chen Dekang (CHN) |
| Lleonart 16' Oliva 35' Romeu 35', 52' Ruiz 45' Alegre 55' | verslag |          | Scheidsrechters: Marcin Grochal (POL) Chen Dekang (CHN) |

| 7 augustus 2016 22:00   |         |                          |                                                           |
| Groot-Brittannië        | 2 – 2   | Nieuw-Zeeland            | Scheidsrechters: Marcin Grochal (POL) Lim Hong Zhen (SIN) |
| Condon 2' Middleton 25' | verslag | 14' Russell 19' Phillips | Scheidsrechters: Marcin Grochal (POL) Lim Hong Zhen (SIN) |

| 8 augustus 2016 00:30 |         | |                                                                |
| Brazilië              | 0 – 12  | België | Scheidsrechters: Germán Montes de Oca (ARG) Javed Shaikh (IND) |
|                       | verslag | 12' Van Aubel 14', 54' Van Doren 18', 53' Cosyns 25' Denayer 28' Truyens 33' Boccard 33' Briels 41' Dockier 48' Charlier 51' Dohmen | Scheidsrechters: Germán Montes de Oca (ARG) Javed Shaikh (IND) |

| 8 augustus 2016 01:30 |         |               |                                                              |
| Australië             | 0 – 1   | Spanje        | Scheidsrechters: Christian Blasch (GER) Coen van Bunge (NED) |
|                       | verslag | 51' Casasayas | Scheidsrechters: Christian Blasch (GER) Coen van Bunge (NED) |

| 9 augustus 2016 15:00 |         |                                     |                                                                    |
| Nieuw-Zeeland         | 2 – 3   | Spanje                              | Scheidsrechters: Christian Blasch (GER) Germán Montes de Oca (ARG) |
| Child 3', 30'         | verslag | 1' Oliva 10' Casasayas 60' Lleonart | Scheidsrechters: Christian Blasch (GER) Germán Montes de Oca (ARG) |

| 9 augustus 2016 23:00 |         |                                                                                     |                                                         |
| Brazilië              | 1 – 9   | Groot-Brittannië                                                                    | Scheidsrechters: Chen Dekang (CHN) Coen van Bunge (NED) |
| Smith 4'              | verslag | 9' Dixon 12', 54' Middleton 27', 57' Jackson 37' Martin 47', 59' Ward 56' Gleghorne | Scheidsrechters: Chen Dekang (CHN) Coen van Bunge (NED) |

| 10 augustus 2016 01:30 |         |           |                                                         |
| België                 | 1 – 0   | Australië | Scheidsrechters: John Wright (ZAF) Marcin Grochal (POL) |
| Cosyns 16'             | verslag |           | Scheidsrechters: John Wright (ZAF) Marcin Grochal (POL) |

| 11 augustus 2016 00:30                                                         |         |          |                                                          |
| Nieuw-Zeeland                                                                  | 9 – 0   | Brazilië | Scheidsrechters: Javed Shaikh (IND) Coen van Bunge (NED) |
| Wilson 15', 19', 34', 41' Neal 21' Child 26' Russell 30' Jenness 45' Woods 58' | verslag |          | Scheidsrechters: Javed Shaikh (IND) Coen van Bunge (NED) |

| 11 augustus 2016 01:30 |         |                          |                                                         |
| Groot-Brittannië       | 1 – 2   | Australië                | Scheidsrechters: Marcin Grochal (POL) John Wright (ZAF) |
| Jackson 58'            | verslag | 50' Zalewski 55' Whetton | Scheidsrechters: Marcin Grochal (POL) John Wright (ZAF) |

| 11 augustus 2016 18:30 |         |                                          |                                                                    |
| Spanje                 | 1 – 3   | België                                   | Scheidsrechters: Christian Blasch (GER) Germán Montes de Oca (ARG) |
| Quemada 41'            | verslag | 6' Dockier 16' Stockbroeckx 21' Charlier | Scheidsrechters: Christian Blasch (GER) Germán Montes de Oca (ARG) |

| 12 augustus 2016 22:00 |         |           |                                                              |
| Groot-Brittannië       | 1 – 1   | Spanje    | Scheidsrechters: Christian Blasch (GER) Coen van Bunge (NED) |
| Ward 15'               | verslag | 9' Alegre | Scheidsrechters: Christian Blasch (GER) Coen van Bunge (NED) |

| 12 augustus 2016 23:00 |         |                                 |                                                               |
| België                 | 1 – 3   | Nieuw-Zeeland                   | Scheidsrechters: Germán Montes de Oca (ARG) John Wright (ZAF) |
| Van Aubel 58'          | verslag | 31' Child 37' Wilson 52' Inglis | Scheidsrechters: Germán Montes de Oca (ARG) John Wright (ZAF) |

| 13 augustus 2016 01:30                                                  |         |          |                                                         |
| Australië                                                               | 9 – 0   | Brazilië | Scheidsrechters: Javed Shaikh (IND) Lim Hong Zhen (SIN) |
| Dwyer 7', 9' Gohdes 11' Turner 20', 24', 27' Dawson 35' Govers 45', 59' | verslag |          | Scheidsrechters: Javed Shaikh (IND) Lim Hong Zhen (SIN) |

### Groep B
| Nr. | Land       | Wedstrijden | Wedstrijden | Wedstrijden | Wedstrijden | Doelpunten | Doelpunten | Doelpunten | Punten |
| Nr. | Land       | GW          | W           | G           | V           | V          | T          | Saldo      | Punten |
| --- | ---------- | ----------- | ----------- | ----------- | ----------- | ---------- | ---------- | ---------- | ------ |
| 1   | Duitsland  | 5           | 4           | 1           | 0           | 17         | 10         | +7         | 13     |
| 2   | Nederland  | 5           | 3           | 1           | 1           | 18         | 6          | +12        | 10     |
| 3   | Argentinië | 5           | 2           | 2           | 1           | 14         | 12         | +2         | 8      |
| 4   | India      | 5           | 2           | 1           | 2           | 9          | 9          | 0          | 7      |
| 5   | Ierland    | 5           | 1           | 0           | 4           | 10         | 16         | –6         | 3      |
| 6   | Canada     | 5           | 0           | 1           | 4           | 7          | 22         | –15        | 1      |

#### Uitslagen (Groep B)
alle tijden zijn West-Europese Zomertijd (UTC +1:00)
| 6 augustus 2016 15:00     |         |                                                 |                                                        |
| Argentinië                | 3 – 3   | Nederland                                       | Scheidsrechters: Martin Madden (GBR) Adam Kearns (AUS) |
| Vila 26', 49' Paredes 54' | verslag | 18' Hertzberger 36' Van der Weerden 43' Van Ass | Scheidsrechters: Martin Madden (GBR) Adam Kearns (AUS) |

| 6 augustus 2016 16:00             |         |                        |                                                        |
| India                             | 3 – 2   | Ierland                | Scheidsrechters: Murray Grime (AUS) Paco Vázquez (ESP) |
| Raghunath 15+' Ru. Singh 27', 49' | verslag | 45' Shimmins 56' Harte | Scheidsrechters: Murray Grime (AUS) Paco Vázquez (ESP) |

| 6 augustus 2016 23:00   |         |                                                   |                                                            |
| Canada                  | 2 – 6   | Duitsland                                         | Scheidsrechters: Marcelo Servetto (ESP) Simon Taylor (NZL) |
| Pearson 11' Pereira 39' | verslag | 4', 33' Fürste 6', 46' Wellen 14' Müller 26' Butt | Scheidsrechters: Marcelo Servetto (ESP) Simon Taylor (NZL) |

| 7 augustus 2016 23:00                                        |         |         |                                                        |
| Nederland                                                    | 5 – 0   | Ierland | Scheidsrechters: Nathan Stagno (GBR) Tim Pullman (AUS) |
| Van der Weerden 7', 40' Croon 8' Pruyser 42' Hertzberger 60' | verslag |         | Scheidsrechters: Nathan Stagno (GBR) Tim Pullman (AUS) |

| 8 augustus 2016 16:00 |         |               |                                                        |
| Duitsland             | 2 – 1   | India         | Scheidsrechters: Tim Pullman (AUS) Martin Madden (GBR) |
| Wellen 18' Ruhr 60'   | verslag | 23' Ru. Singh | Scheidsrechters: Tim Pullman (AUS) Martin Madden (GBR) |

| 8 augustus 2016 17:30 |         |                              |                                                       |
| Canada                | 1 – 3   | Argentinië                   | Scheidsrechters: Adam Kearns (AUS) Simon Taylor (NZL) |
| Tupper 55'            | verslag | 13' Paredes 46', 51' Peillat | Scheidsrechters: Adam Kearns (AUS) Simon Taylor (NZL) |

| 9 augustus 2016 16:00 |         |                          |                                                        |
| Argentinië            | 1 – 2   | India                    | Scheidsrechters: Paco Vázquez (ESP) Simon Taylor (NZL) |
| Peillat 49'           | verslag | 8' C. Singh 35' K. Singh | Scheidsrechters: Paco Vázquez (ESP) Simon Taylor (NZL) |

| 9 augustus 2016 17:30       |         |                       |                                                             |
| Duitsland                   | 3 – 2   | Ierland               | Scheidsrechters: Marcelo Servetto (ESP) Lim Hong Zhen (SIN) |
| Fürste 13', 38' Zwicker 42' | Verslag | 26' Magee 59' Darling | Scheidsrechters: Marcelo Servetto (ESP) Lim Hong Zhen (SIN) |

| 9 augustus 2016 18:30                                                       |         |        |                                                         |
| Nederland                                                                   | 7 – 0   | Canada | Scheidsrechters: Murray Grime (AUS) Nathan Stagno (GBR) |
| Van Ass 9' Van der Weerden 25', 52', 60' Hertzberger 29', 36' Kemperman 58' | verslag |        | Scheidsrechters: Murray Grime (AUS) Nathan Stagno (GBR) |

| 11 augustus 2016 15:00         |         |               |                                                         |
| Nederland                      | 2 – 1   | India         | Scheidsrechters: Murray Grime (AUS) Martin Madden (GBR) |
| Hofman 35' Van der Weerden 54' | verslag | 38' Raghunath | Scheidsrechters: Murray Grime (AUS) Martin Madden (GBR) |

| 11 augustus 2016 16:00                    |         |                 |                                                             |
| Ierland                                   | 4 – 2   | Canada          | Scheidsrechters: Marcelo Servetto (ESP) Nathan Stagno (GBR) |
| O'Donoghue 1', 28' Caruth 29' Darling 57' | verslag | 37', 50' Tupper | Scheidsrechters: Marcelo Servetto (ESP) Nathan Stagno (GBR) |

| 11 augustus 2016 17:30                 |         |                                                   |                                                       |
| Argentinië                             | 4 – 4   | Duitsland                                         | Scheidsrechters: Adam Kearns (AUS) Paco Vázquez (ESP) |
| Vila 4' Ibarra 29' Peillat 48' Rey 57' | verslag | 15' Herzbruch 24' Wesley 28' Grambusch 60' Müller | Scheidsrechters: Adam Kearns (AUS) Paco Vázquez (ESP) |

| 12 augustus 2016 17:30     |         |                 |                                                        |
| India                      | 2 – 2   | Canada          | Scheidsrechters: Nathan Stagno (GBR) Adam Kearns (AUS) |
| A. Singh 33' Ra. Singh 41' | verslag | 33', 52' Tupper | Scheidsrechters: Nathan Stagno (GBR) Adam Kearns (AUS) |

| 12 augustus 2016 18:30 |         |             |                                                             |
| Duitsland              | 2 – 1   | Nederland   | Scheidsrechters: Murray Grimes (AUS) Marcelo Servetto (SPA) |
| Fuchs 7' Grambusch 33' | verslag | 44' Van Ass | Scheidsrechters: Murray Grimes (AUS) Marcelo Servetto (SPA) |

| 13 augustus 2016 00:30    |         |                             |                                                        |
| Ierland                   | 2 – 3   | Argentinië                  | Scheidsrechters: Simon Taylor (NZL) Paco Vázquez (SPA) |
| Jermyn 25' O'Donoghue 51' | verslag | 8' Saladino 27', 51'Peillat | Scheidsrechters: Simon Taylor (NZL) Paco Vázquez (SPA) |

## Knock-outfase
|  | Kwartfinale 14 augustus | Kwartfinale 14 augustus | Kwartfinale 14 augustus |            |   | Halve finale 16 augustus | Halve finale 16 augustus | Halve finale 16 augustus |              |               | Finale 18 augustus | Finale 18 augustus | Finale 18 augustus |
|  |                         |                         |                         |            |   |                          |                          |                          |              |               |                    |                    |                    |
|  | A1                      | België                  | 3                       |            |   |                          |                          |                          |              |               |                    |                    |                    |
|  | B4                      | India                   | 1                       |            |   |                          |                          |                          |              |               |                    |                    |                    |
|  | B4                      | India                   | 1                       |            |   | België                   | 3                        |                          |              |               |                    |                    |                    |
|  |                         |                         |                         |            |   | België                   | 3                        |                          |              |               |                    |                    |                    |
|  |                         |                         | Nederland               | 1          |   |                          |                          |                          |              |               |                    |                    |                    |
|  | A3                      | Australië               | Nederland               | 1          | 0 |                          |                          |                          |              |               |                    |                    |                    |
|  | A3                      | Australië               |                         |            | 0 |                          |                          |                          |              |               |                    |                    |                    |
|  | B2                      | Nederland               | 4                       |            |   |                          |                          |                          |              |               |                    |                    |                    |
|  |                         |                         |                         |            |   |                          |                          |                          |              |               |                    | België             | 2                  |
|  |                         |                         |                         | Argentinië | 4 |                          |                          |                          |              |               |                    |                    |                    |
|  | A2                      | Spanje                  | 1                       |            |   |                          |                          |                          |              |               |                    |                    |                    |
|  | B3                      | Argentinië              | 2                       |            |   |                          |                          |                          |              |               |                    |                    |                    |
|  | B3                      | Argentinië              | 2                       |            |   | Argentinië               | 5                        |                          | Derde plaats | Derde plaats  | Derde plaats       | Derde plaats       |                    |
|  |                         |                         |                         |            |   | Argentinië               | 5                        |                          | Derde plaats | Derde plaats  | Derde plaats       | Derde plaats       |                    |
|  |                         |                         | Duitsland               | 2          |   |                          |                          |                          |              |               |                    |                    |                    |
|  | A4                      | Nieuw-Zeeland           | Duitsland               | 2          | 2 |                          |                          |                          |              |               |                    |                    |                    |
|  | A4                      | Nieuw-Zeeland           |                         |            |   |                          |                          |                          |              | Nederland (3) | 1                  |                    |                    |
|  | B1                      | Duitsland               | 3                       |            |   |                          |                          |                          |              | Nederland (3) | 1                  |                    |                    |
|  |                         |                         |                         |            |   |                          |                          | Duitsland (4)            | 1            |               |                    |                    |                    |
|  |                         |                         |                         |            |   |                          |                          | Duitsland (4)            | 1            |               |                    |                    |                    |

### Kwartfinale
| 14 augustus 2016 10:00 (UTC−3) 15:00 (UTC+1) |         |                          |                                                                                  |
| Spanje                                       | 1 – 2   | Argentinië               | Centro Olímpico de Hóquei Scheidsrechters: Martin Madden (GBR) Adam Kearns (AUS) |
| Quemada 57'                                  | verslag | 15+' Peillat 59' Gilardi | Centro Olímpico de Hóquei Scheidsrechters: Martin Madden (GBR) Adam Kearns (AUS) |

| 14 augustus 2016 12:30 (UTC−3) 17:30 (UTC+1) |         |              |                                                                                   |
| België                                       | 3 – 1   | India        | Centro Olímpico de Hóquei Scheidsrechters: Simon Taylor (NZL) Nathan Stagno (GBR) |
| Dockier 33', 44' Boon 49'                    | verslag | 14' A. Singh | Centro Olímpico de Hóquei Scheidsrechters: Simon Taylor (NZL) Nathan Stagno (GBR) |

| 14 augustus 2016 18:00 (UTC−3) 23:00 (UTC+1)         |         |           |                                                                                      |
| Nederland                                            | 4 – 0   | Australië | Centro Olímpico de Hóquei Scheidsrechters: Christian Blasch (GER) Paco Vázquez (SPA) |
| Bakker 1' De Voogd 27' Verga 32' Van der Weerden 48' | verslag |           | Centro Olímpico de Hóquei Scheidsrechters: Christian Blasch (GER) Paco Vázquez (SPA) |

| 14 augustus 2016 20:30 (UTC−3) 01:30 (UTC+1) |         |                         |                                                                                      |
| Duitsland                                    | 3 – 2   | Nieuw-Zeeland           | Centro Olímpico de Hóquei Scheidsrechters: Marcelo Servetto (SPA) Murray Grime (AUS) |
| Fürste 55', 59' Fuchs 60'                    | verslag | 17' Inglis 48' McAleese | Centro Olímpico de Hóquei Scheidsrechters: Marcelo Servetto (SPA) Murray Grime (AUS) |

### Halve finale
| 16 augustus 2016 12:00 (UTC−3) 17:00 (UTC+1) |         |                     |                                                                                   |
| Argentinië                                   | 5 – 2   | Duitsland           | Centro Olímpico de Hóquei Scheidsrechters: Marcin Grochal (POL) John Wright (ZAF) |
| Peillat 9', 12', 28' Menini 36' Vila 47'     | verslag | 51' Fürste 58' Ruhr | Centro Olímpico de Hóquei Scheidsrechters: Marcin Grochal (POL) John Wright (ZAF) |

| 16 augustus 2016 17:00 (UTC−3) 22:00 (UTC+1) |       |                     |                                                                                          |
| België                                       | 3 – 1 | Nederland           | Centro Olímpico de Hóquei Scheidsrechters: Germán Montes de Oca (ARG) Murray Grime (AUS) |
| Truyens 25' Dohmen 29' Van Aubel 46'         |       | 29' Van der Weerden | Centro Olímpico de Hóquei Scheidsrechters: Germán Montes de Oca (ARG) Murray Grime (AUS) |

### Troostfinale
| 18 augustus 2016 12:00 (UTC−3) 17:00 (UTC+1) |       |                                   |                                                                                       |
| Nederland                                    | 1 – 1 | Duitsland                         | Centro Olímpico de Hóquei Scheidsrechters: Marcelo Servetto (SPA) Martin Madden (GBR) |
| Croon 35'                                    |       | 42' M. Grambusch                  | Centro Olímpico de Hóquei Scheidsrechters: Marcelo Servetto (SPA) Martin Madden (GBR) |
| Shoot-out                                    |       |                                   | Centro Olímpico de Hóquei Scheidsrechters: Marcelo Servetto (SPA) Martin Madden (GBR) |
| Bakker Kemperman Hertzberger Van Ass De Wijn | 3 – 4 | Hauke M. Grambusch Herzbruch Butt | Centro Olímpico de Hóquei Scheidsrechters: Marcelo Servetto (SPA) Martin Madden (GBR) |

### Finale
| 18 augustus 2016 17:00 (UTC−3) 22:00 (UTC+1) |       |                                               |                                                                                     |
| België                                       | 2 – 4 | Argentinië                                    | Centro Olímpico de Hóquei Scheidsrechters: Christian Blasch (GER) John Wright (RSA) |
| Cosyns 2' Boccard 44'                        |       | 11' Ibarra 14' Ortiz 21' Peillat 59' Mazzilli | Centro Olímpico de Hóquei Scheidsrechters: Christian Blasch (GER) John Wright (RSA) |

## Eindstand
De FIH bepaalde de eindstand op basis van de behaalde positie van de landen in de groepsfase.
| Rank | Team             | Gsp | W | G | V | DV | DT | DS  | Pnt |
| ---- | ---------------- | --- | - | - | - | -- | -- | --- | --- |
|      | Argentinië       | 8   | 5 | 2 | 1 | 25 | 17 | +8  | 17  |
|      | België           | 8   | 6 | 0 | 2 | 29 | 11 | +18 | 18  |
|      | Duitsland        | 8   | 5 | 2 | 1 | 23 | 18 | +5  | 17  |
| 4    | Nederland        | 8   | 4 | 2 | 2 | 24 | 10 | +14 | 14  |
| 5    | Spanje           | 6   | 3 | 1 | 2 | 14 | 8  | +6  | 10  |
| 6    | Australië        | 6   | 3 | 0 | 3 | 13 | 8  | +5  | 9   |
| 7    | Nieuw-Zeeland    | 6   | 2 | 1 | 3 | 19 | 11 | +8  | 7   |
| 8    | India            | 6   | 2 | 1 | 3 | 10 | 12 | −2  | 7   |
| 9    | Groot-Brittannië | 5   | 1 | 2 | 2 | 14 | 10 | +4  | 5   |
| 10   | Ierland          | 5   | 1 | 0 | 4 | 10 | 16 | −6  | 3   |
| 11   | Canada           | 5   | 0 | 1 | 4 | 7  | 22 | −15 | 1   |
| 12   | Brazilië         | 5   | 0 | 0 | 5 | 1  | 46 | −45 | 0   |

| Onderdeel             | Goud | Zilver | Brons |
| --------------------- | --- | --- | --- |
| Hockeytoernooi mannen | Argentinië Juan Manuel Vivaldi Gonzalo Peillat Juan Ignacio Gilardi Facundo Callioni Lucas Rey Matías Paredes Joaquín Menini Lucas Vila Ignacio Ortiz Juan Martín López Juan Manuel Saladino Matías Rey Manuel Brunet Agustín Mazzilli Lucas Rossi Pedro Ibarra | België Gauthier Boccard Tom Boon Thomas Briels Cédric Charlier Tanguy Cosyns Felix Denayer Sebastien Dockier John-John Dohmen Simon Gougnard Loïck Luypaert Emmanuel Stockbroeckx Jérôme Truyens Florent van Aubel Arthur Van Doren Elliot Van Strydonck Vincent Vanasch | Duitsland Nicolas Jacobi Matthias Müller Linus Butt Martin Häner Moritz Trompertz Mats Grambusch Christopher Wesley Timm Herzbruch Tobias Hauke Tom Grambusch Christopher Rühr Martin Zwicker Moritz Fürste Florian Fuchs Timur Oruz Niklas Wellen |

Londen 1908 · 
Antwerpen 1920 · 
Amsterdam 1928 · 
Los Angeles 1932 · 
Berlijn 1936 · 
Londen 1948 · 
Helsinki 1952 · 
Melbourne 1956 · 
Rome 1960 · 
Tokio 1964 · 
Mexico-stad 1968 · 
München 1972 · 
Montréal 1976 · 
Moskou 1980 · 
Los Angeles 1984 · 
Seoel 1988 · 
Barcelona 1992 · 
Atlanta 1996 · 
Sydney 2000 · 
Athene 2004 · 
Peking 2008 · 
Londen 2012 · 
Rio de Janeiro 2016 · 
Tokio 2020 · 
Parijs 2024 · 
Los Angeles 2028 
Medaillewinnaars
Atletiek · Badminton · Basketbal · Boksen · Boogschieten · Gewichtheffen · Golf · Gymnastiek · Handbal · Hockey · Judo · Kanovaren · Moderne vijfkamp · Paardensport · Roeien · Rugby · Schermen · Schietsport · Schoonspringen · Synchroonzwemmen · Taekwondo · Tafeltennis · Tennis · Triatlon · Voetbal · Volleybal · Waterpolo · Wielersport · Worstelen · Zeilen · Zwemmen